# Adolf Morneweg
Adolf Morneweg (* 14. August 1851 in Groß-Bieberau; † 9. Juni 1909 in Darmstadt) war ein deutscher Jurist und Kommunalpolitiker, der von 1891 bis 1909 Bürgermeister bzw. Oberbürgermeister von Darmstadt war.

## Leben
Adolf Morneweg war der Sohn des Forstinspektors Ernst Morneweg (1821–1905) und dessen Frau Wilhelmine (Minna) Morneweg geborene Koch. Er machte 1869 Abitur in Darmstadt und studierte Jura. Nach der Referendarzeit waren seine beruflichen Stationen: 1878 Kreisamtsassessor in Schotten, 1881 Kreisamtmann in Bensheim, 1889 Polizeirat beim Polizeiamt in Darmstadt. 1891 wurde er als Nachfolger von Albrecht Ohly zum Bürgermeister von Darmstadt gewählt. Dieses Amt hatte er bis zu seinem Tod 1909 inne. Seit 1892 trug er den Titel Oberbürgermeister.
In seiner Amtszeit wuchs die Stadt Darmstadt dynamisch. Die Einwohnerzahl stieg von ca. 56.000 (1890) auf über 87.000 (1910). Morneweg setzte den Kurs seines Vorgängers fort und leitete zahlreiche Infrastrukturmaßnahmen ein, die vorhandene Infrastruktur (Gas-, Strom- und Wasserversorgung) wurde deutlich erweitert. Besonderen Anklang fand das Stadtbad, mit dessen Bau 1905 begonnen wurde. Die Eröffnung 1909 erlebte Morneweg jedoch nicht mehr.
Ebenso wurden zahlreiche Unternehmen vor allem im Bereich des Maschinenbaus angesiedelt bzw. innerhalb von Darmstadt umgesiedelt, damit eine Expansion erst möglich wurde (z. B. Firma Merck). Es entstanden in dieser Zeit zahlreiche neue Wohnviertel (z. B. das Paulusviertel), und es wurden acht neue Schulgebäude errichtet. Die Technische Hochschule Darmstadt wurde 1895 vom bisherigen Standort am Kapellplatz an die Hochschulstraße verlegt und erweitert. Die Stadt hat zu den Neubauten der Technischen Hochschule erhebliche finanzielle Mittel beigesteuert, unter der Voraussetzung, dass sie zukünftig keine weiteren Zuwendungen würde leisten müssen. 
Von 1900 bis 1902 war Morneweg (nationalliberales) gewähltes Mitglied in der Zweiten Kammer im Hessischen Landtag für den Wahlbezirk der Stadt Darmstadt. Ab Dezember 1905 war er vom Großherzog ernanntes Mitglied der Ersten Kammer der Stände des Großherzogtums Hessen auf Lebenszeit.
Am 27. Oktober 1883 heiratete Adolf Morneweg in Bensheim Mathilde Hallwachs (1861–1940). Morneweg verstarb nach längerer Krankheit im Juni 1909. Sein Grab befindet sich auf dem Alten Friedhof (Grabstelle: III J 106).

## Ehrungen
- 1903: Verleihung des Kaiserlich Russischen Sankt-Stanislaus-Ordens II. Klasse mit dem Stern
- 1905: Verleihung des Komturkreuzes II. Klasse des Verdienstordens Philipps des Großmütigen
- 1918: Benennung der Mornewegstraße in Darmstadt nach ihm benannt
- Die 1903/04 erbaute Mittelschule wurde ebenfalls nach Morneweg benannt.